# Jusuke Minagava
Jusuke Minagava (japonsko 皆川 佑介), japonski nogometaš, * 9. oktober 1991.
Za japonsko reprezentanco je odigral eno uradno tekmo.